# Limenitis titia
Limenitis titia är en fjärilsart som beskrevs av Hans Fruhstorfer 1915. Limenitis titia ingår i släktet Limenitis och familjen praktfjärilar. Inga underarter finns listade i Catalogue of Life.